# Bartošovická vrchovina
Bartošovická vrchovina je geomorfologický okrsek Mladkovské vrchoviny potažmo Orlických hor nacházející se na jihovýchodním okraji Královéhradeckého kraje.

## Geomorfologie
Bartošovická vrchovina tvoří nejnižší část hlavního hřebenu Orlických hor. Nachází se v prostoru jihovýchodně od jeho pomyslného středu. Na severozápadě rozhraní vrchoviny a sousedního celku Orlických hor Deštenské hornatiny probíhá přibližně podél zelené turistické značky z Rokytnice v Orlických horách do Bartošovic a dále na východ podél Bartošovického potoka do místa jeho soutoku s Divokou Orlicí. Ta poté na východě tvoří hranici vrchoviny s Bystřickými horami a na jihovýchodě v prostoru Zemské brány s dalším návazným celkem Orlických hor Pastvinskou vrchovinou. Bartošovická a Pastvinská vrchovina tvoří dohromady vrchovinu Mladkovskou. Jihozápadní svahy Bartošovické vrchoviny spadají do Podorlické pahorkatiny.
Prostor Bartošovické vrchoviny je spíše známější pod názvem zdejšího polesí jako Žamberské lesy.
| Geomorfologické členění Orlických hor                                                | Geomorfologické členění Orlických hor | Geomorfologické členění Orlických hor |
| ------------------------------------------------------------------------------------ | ------------------------------------- | --- |
| ČESKÁ VYSOČINA • Krkonošsko-jesenická subprovincie • Orlická oblast                  |                                       | |
| DEŠTENSKÁ HORNATINA                                                                  | Orlický hřbet                         | Olešnický hřbet (bezejmenný, 835 m) Vrchmezský hřbet (Vrchmezí, 1084 m) Deštenský hřbet (Velká Deštná, 1116 m) Kunštátský hřbet (Tetřevec, 1044 m) Anenský hřbet (Anenský vrch, 997 m) |
| DEŠTENSKÁ HORNATINA                                                                  | Orlické rozsochy                      | Zdobnické rozsochy (Karlův vrch, 956 m) Říčské rozsochy (bezejmenný, 910 m) |
| DEŠTENSKÁ HORNATINA                                                                  | Orlickozáhorská brázda                | nečlení se (bezejmenný, 790 m) |
| MLADKOVSKÁ VRCHOVINA                                                                 | Bartošovická vrchovina                | nečlení se (bezejmenný, 704 m) |
| MLADKOVSKÁ VRCHOVINA                                                                 | Pastvinská vrchovina                  | nečlení se (Adam, 766 m) |
| BUKOVOHORSKÁ HORNATINA                                                               | Orličský hřbet                        | Suchovršský hřbet (Suchý vrch, 995 m) Bukovohorský hřbet (Buková hora, 958 m) |
| BUKOVOHORSKÁ HORNATINA                                                               | Výprachtická vrchovina                | nečlení se (Špičák, 799 m) |
| PROVINCIE • Subprovincie • Oblast / Celek / PODCELEK • Okrsek • Podokrsek • (vrchol) |                                       | |

## Významné vrcholy
Hlavní hřeben vrchoviny nevykazuje velká převýšení a proto jednotlivé vrcholy, jejichž nadmořská výška se pohybuje mezi 600 a 700 metry, nejsou pro své okolí příliš dominantní. Nejvyšším bodem je v rámci hřebenu nevýrazná vyvýšenina s výškou 704 metrů v blízkosti hranice vrchoviny s Deštenskou hornatinou. Dalším a jediným pojmenovaným vrcholem je Přední kopec (679 m).

## Vodstvo
Celý prostor Bartošovické vrchoviny patří do povodí Divoké Orlice, která ji z východu obtéká.

## Vegetace
Hřeben vrchoviny je porostlý souvislým pásem hospodářského lesa, nižší partie svahů jsou pokryty loukami.

## Ochrana přírody
Východní polovina vrchoviny je součástí CHKO Orlické hory. Prostor Zemské brány na jejím jihovýchodním okraji nese status přírodní rezervace a pod východním svahem dotyčného vrchu se nachází přírodní památka Rašeliniště pod Předním vrchem.

## Komunikace
Prostor vrchoviny je obsluhován sítí lesních cest různé kvality, přičemž ty vhodné pro běžnou silniční dopravu jsou uzavřeny závorami. Napříč hřebenem přibližně v jeho polovině prochází jediná silnice z Bartošovic do Kunvaldu. Východní okraj lemuje po dně údolí Divoké Orlice silnice II/311 rovněž z Bartošovic do Českých Petrovic. Celou délkou vrchoviny prochází červeně značená Jiráskova cesta, která tvoří hlavní hřebenovou cestu celým Orlickým horám.

## Stavby
Celý prostor hlavního hřebenu vrchoviny je pokryt velkým množstvím těžkých i lehkých objektů československého předválečného opevnění. Další významnější stavby se nacházejí na jihovýchodním konci, jedná se o tzv. Horní hájovnu a turistickou Orlickou chatu. Na jihozápadním svahu leží osady Zaječiny a Kunačice.